# Feke-2-Talsperre
Die Feke-2-Talsperre (türkisch Feke II Barajı) befindet sich im Zentral-Taurus im Norden der südtürkischen Provinz Adana am Göksu, dem linken Quellfluss des Seyhan.
Die Feke-2-Talsperre liegt etwa 10 km südlich der Kreisstadt Feke.
Die Talsperre wurde in den Jahren 2007–2010 errichtet.
Das Wasserkraftprojekt wurde als Betreibermodell realisiert.
Das Absperrbauwerk ist eine Gewichtsstaumauer aus Walzbeton (RCC-Damm).
Die Staumauer hat eine Höhe von 70 m (über Gründungssohle).
Die Kronenlänge beträgt 252,7 m.
Der Stausee besitzt ein Speichervolumen von 63,07 Mio. m³.
Das Wasserkraftwerk der Feke-2-Talsperre verfügt über zwei vertikal-achsige 35,7 MW-Francis-Turbinen. Das hydraulische Potential beträgt 62 m.
Flussaufwärts liegt das Feke-1-Wasserkraftwerk mit einem Wehr als Absperrbauwerk, flussabwärts befindet sich die Menge-Talsperre.